# 東京交通短期大学
東京交通短期大学（とうきょうこうつうたんきだいがく、英語: Tokyo College of Transport Studies）は、東京都豊島区池袋本町2-5-15に本部を置く日本の私立大学。1952年創立、1952年大学設置。大学の略称は交短（こうたん）、または東交短。

## 概要

### 概観
- 東京都豊島区に所在する日本の私立短期大学で、設置主体は学校法人豊昭学園。
- 1学科80名体制で1952年に開学[1]。以来、学科の増設はなく設置学科は運輸科のみ。豊島学院高等学校・昭和鉄道高等学校は系列校。

### 教育および研究
- 現在日本の大学・短大で唯一「運輸科」を設置し、「鉄道基礎」・「鉄道経済学」・「鉄道運転論」・「鉄道プログラミング」・「交通政策論」・「自動車交通論」・「交通英語」・「観光プランニング実践」など、鉄道や交通・観光に関する専門科目が多数開講されている。また、授業の一環として鉄道運転シミュレーターが体験できることは、他に例をみない。
- 「哲学」・「法学」・「経済学」・「基礎英語」・「統計学」・「体育実技」などの基礎科目も多数開講されている。これらの科目は4年制大学に編入した際に、単位認定されることが多い。
- 「企業研究」・「キャリア形成論」・「ビジネスマナー」・「自己表現法」などのキャリア支援科目も充実している。
- 1年次・2年次ともにゼミが必修となっている。
- 教員の研究成果は、各種学会誌や学術書籍のほかに、学内紀要である「東京交通短期大学研究紀要」に掲載されている。

### 学風および特色
- 開学以来、日本で唯一鉄道・交通に関する専門教育を行う高等教育機関であることから[2][注 1]、学生は全国から集まる。
- 二部という扱いであるが、1限は13時10分から始まり（最終のコマである）4限は19時40分に終わるため、実質的には昼夜開講制に近い。
- かつては、付近の駅に配属された国鉄職員が日勤の勤務割の後に通学したこともある。これは卒業することに因り、昇進試験の受験資格が緩和されるためである。
- かつては、豊島実業高等学校や昭和鉄道高等学校といった系列校からは無試験で入学できるという特例を設けていた[3]。
- 学費は、交通・観光関係の専門学校や他の大学・短大に比べて大幅に安い。
- 開学当初は男子のみだったが[4]、後に女子も入学するようになった。

## 沿革
- 1952年（昭和27年）に当時の国鉄や私鉄経営者協会（現・民鉄協）など諸々の鉄道関係者からの支援を受けて学校法人豊昭学園が設置した短大である[5]。

### 年表
- 1951年
  - 10月 文部省[注釈 1]に短期大学[注 2]の設置認可に関する申請を以下の通り行う[6]。
    - 運輸学科
- 1952年（昭和27年） 
  - 1月18日 学校法人豊昭学園が成立する[7]。
  - 3月29日 左記を以て文部省[注釈 1]より短期大学の設置が認可される[8]。
  - 4月1日 東京交通短期大学が以下の学科体制にて開学する。
    - 運輸科 入学定員80名
- 1967年（昭和42年）
  - 10月 交通資料館が開館する。
- 1979年（昭和54年）
  - 4月1日 初めて女子学生が入学[注 3]。
- 2018年（平成30年）
  - 4月4日 - 新校舎が竣工。

## 基礎データ

### 所在地
- 東京都豊島区池袋本町2-5-15

### 象徴
- カレッジマークは、鉄道の車輪をモチーフとしてその中央に「大学」の文字が記されたものである[5]。

### 組織

#### 学科
- 運輸科

### 研究
- 『東京交通短期大学研究紀要』[10]
- 『東京交通短期大学創立50周年記念論文集』[11]
- 『交通論叢』[12]ほか

#### 附属機関
- 図書館：蔵書数はおよそ50,000冊である。セルフコピー機・AV機器・グループ学習室を備えている。鉄道雑誌や鉄道会社の社史などが豊富に所蔵されている。[13][14]

#### 設備
- 鉄道運転シミュレーター館
- コンピュータ室：授業時間外にも、一定の条件を満たせば利用が可能である。学内無線LANも使用が可能である。

## 学生生活

### 部活動・クラブ活動・サークル活動
小規模であるため団体数は少ない。学生会執行部・鉄道研究部・図書部・ICT研究部・写真部・バス研究部・音楽部などが存在する。
- 鉄道研究部：鉄道模型・ジオラマ作りなどを行う部活動である。最も所属人数が多い。学園祭である「東校祭」では、例年、ジオラマ運転会を開催している。ダイヤグラムを作成して、時間通り運行していく。
- 図書部：大学の図書館を盛り上げる部活動である。図書館の利用促進に力を入れている。2024年12月16日[15]より、「東京交通短期大学図書部公式HP[16]」を公開した。

### 学園祭
- 学園祭は「東交祭[17]」と呼ばれ、系列高校との豊昭祭と同日（9月）に行われている。主に1年生の必須科目である「基礎ゼミ」内で学生が考案した出し物(1年生は東交祭の参加が必須)の他に、鉄道研究部によるジオラマ展示、同窓会による出し物や、銚子電鉄や伊豆急行、東武鉄道などの鉄道会社によるグッズ販売も行われる。

### その他
- 随時、専門教員による対面・オンラインでの就職相談（模擬面接など）を提供している。内定者（現役学生）による就職対策講座や各鉄道会社による学内での説明会・セミナーが開催されている。
- 学校内には、清涼飲料水や軽食の自動販売機が設置されているが売店はないので、近隣のコンビニやドン・キホーテ等を利用する。
- 例年秋には、鉄道会社や鉄道・交通関連施設の見学を行う「交通見学会」が実施されている。
- 校舎の近隣には営団500形電車685号車が静態保存されている。前述の東交祭にて一般公開されることがある。
- 卒業生が運営している同窓会は、前述の東交祭に出展したり学生も参加できる鉄道貸し切りツアーを開催したりしており、結びつきが強い。

## アクセス
- 板橋区役所前駅・池袋駅・板橋駅 徒歩15分
- 北池袋駅徒歩7分。
- 国際興業池袋駅東口 - 赤51赤羽駅西口・池55小茂根五丁目・練93練馬北町車庫・光02光が丘駅にて池袋四丁目停留所下車徒歩1分[18][19]

## 卒業後の進路について
- 2020年3月31日時点の2019年度卒業生の就職率は96.3%である。
- 例年、全国の鉄道会社・バス会社等に就職する学生が多い。

### 編入学・進学実績
- これまでの合格・進学先として、島根大学・新潟大学・愛媛大学・中央大学・同志社大学・関西学院大学・日本大学・東洋大学・近畿大学・産業能率大学・流通経済大学・駿河台大学・目白大学・帝京平成大学・帝京大学などがある。